# KBTM
Koordinaten: 35° 50′ 29″ N, 90° 39′ 44″ W
KBTM oder KBTM-AM (Branding: „News Talk 1230“) ist ein US-amerikanischer Hörfunksender aus Jonesboro im US-Bundesstaat Arkansas. KBTM-AM sendet im Talkradio-Format auf der Mittelwellen-Frequenz 1230 kHz mit 1 kW. Eigentümer und Betreiber ist die East Arkansas Broadcasters of Jonesboro, LLC.